# Francis Combe
Pour les articles homonymes, voir Combe.
Francis Combe, né le 14 mai 1926 à Gonesse (Seine-et-Oise) et mort le 15 avril 1982 à Versailles (Yvelines), est un homme politique français.

## Biographie
De 1971 à 1982, il est président de la Confédération nationale de la boulangerie-pâtisserie française et de 1972 à 1982, il est président de l'Assemblée permanente des chambres de métiers et de l'artisanat.

## Détail des fonctions et des mandats
Mandat parlementaire
- 17 juillet 1979 - 15 avril 1982 : Député européen